# 日下部子麻呂
日下部 子麻呂（くさかべ の こまろ）は、奈良時代の貴族。名は古麻呂とも記される。姓は宿禰。官位は従四位上・内豎員外大輔。

## 経歴
筑後介在任中の天平10年（738年）に朝廷に献上する鷹を運ぶために、部領使として大宰府から平城京に赴く。
天平勝宝7歳（755年）従五位下に叙爵。天平宝字元年（757年）従五位上・左兵衛督、天平宝字4年（760年）正五位下、天平宝字7年（763年）正五位上に叙任されるなど、孝謙朝末から淳仁朝にかけて順調に昇進する。天平宝字8年（764年）に発生した藤原仲麻呂の乱では山城守の官職にあったが、藤原仲麻呂が宇治経由で近江国へ逃走しようとしたところを、先手を打って衛門少尉・佐伯伊多智と共に田原道経由で近江国に入り勢多橋を焼き払い、仲麻呂の東国への退路を遮断した。乱後には従四位上・播磨守に叙任され、乱での功労により天平神護元年（765年）勲二等の叙勲を受け、天平神護2年（766年）には功田20町を与えられた。神護景雲元年（767年）内豎員外大輔に転じた。
宝亀4年（773年）5月17日卒去。最終官位は散位従四位上。

## 官歴
『続日本紀』による。
- 時期不詳：従六位上
- 天平10年（738年） 10月4日：見筑後国介[2]
- 時期不詳：正六位上
- 天平勝宝7歳（755年） 8月13日：従五位下
- 天平宝字元年（757年） 5月20日：従五位上。6月16日：左兵衛督
- 天平宝字4年（760年） 正月4日：正五位下
- 天平宝字7年（763年） 正月9日：正五位上
- 天平宝字8年（764年） 正月21日：山城守。9月11日：従四位下。日付不詳：従四位上。11月5日：播磨守
- 天平神護元年（765年） 正月7日：勲二等
- 天平神護2年（766年） 2月21日：功田20町
- 神護景雲元年（767年） 9月17日：内豎員外大輔
- 宝亀4年（773年） 5月17日：卒去（散位従四位上）